# Резолюція Генеральної Асамблеї ООН 45/111
Резолю́ція Генера́льної Асамбле́ї ООН 45/111 «Основні́ при́нципи пово́дження з в'я́знями» — резолюція, ухвалена 14 грудня 1990 року без голосування під час 68-го пленарного засідання 45-ї сесії Генеральної Асамблеї Організації Об'єднаних Націй.